# Franz von Holstein
Franz von Holstein (Braunschweig, (Baixa Saxònia), 16 de febrer de 1826 - Leipzig, 22 de maig de 1878) va ser un compositor alemany.
Primer seguí la carrera militar i quan arribà al grau de tinent decidí dedicar-se plenament a la música. El 1953 ingressa en el Conservatori de Leipzig, on entre altres professors tingué Moritz Hauptmann i Ignaz Moscheles. La mala salut impedí que Holstein donés el que es podia esperar del seu gran talent, però així i tot deixà una sèrie d'obres molt apreciables, que revelen un temperament sensible i delicat.
Entre les seves obres principals cal citar:
- Zwei Nachte in Veneding, òpera (Dresden, 1868);
- Waverley, òpera (Dresden, 1868);
- Der Haideschahct, òpera (Dresden, 1868);
- Der Erbe von Morley, òpera (Leipzig, 1872), per aquestes òperes també va escriure el llibret.
- les obertures, Lorelei i Frau Aventiure, cors, música de cambra, etc.

Fou també un poeta i dibuixant i va instituir una important fundació destinada als músics joves amb pocs recursos econòmics. Junt amb Alfred Volkland i Philipp Spitta, l'any 1874 a Leipzig funda la Bach-Verein.